# غاري بلامر
غاري بلامر (بالإنجليزية: Gary Plummer)‏ (و. 1960  م) هو لاعب كرة قدم أمريكية، من الولايات المتحدة، ولد في فريمونت، كاليفورنيا، يلعب كظهير ‏.